# Wiener Film

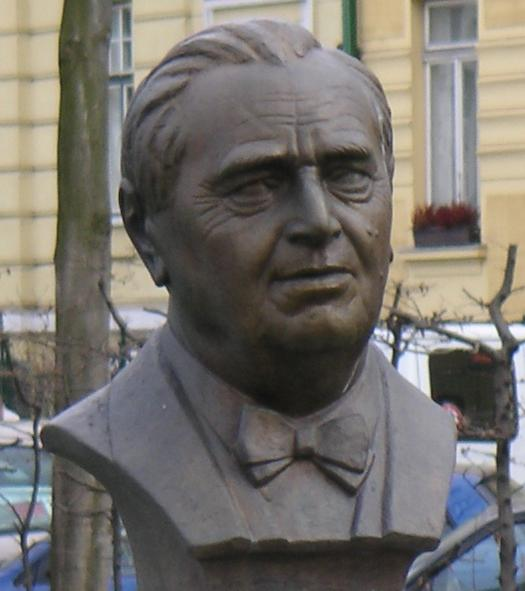
Einer der prägenden Darsteller des Wiener Films: Hans Moser

Der Wiener Film ist ein Filmgenre, das im Wesentlichen eine Verknüpfung der Genres Komödie, Liebesfilm, Melodram und Historienfilm darstellt. Als eigenes Genre abgrenzen lässt er sich aber durch die Tatsache, dass immer das historische Wien samt seinem spezifischen Milieu das Kernelement bilden. Der Wiener Film als Genre bestand zwischen den 1920er und den 1950er Jahren, wobei die 1930er Jahre seinen Höhepunkt darstellten.
Der Wiener Dialekt gilt als des Wiener Films stärkster Trumpf. Die Filmkritikerin Frieda Grafe beschrieb den Dialekt einst als „flüssig gemachtes Deutsch, dem man anhört, dass Sprache eine tönende Matrize ist, die schon durch ihre lautliche Ausprägung, noch bevor sie Kommunikation im eigentlichen Sinne wird, Bedeutungen erzeugt.“ Die vielfältigen Möglichkeiten sich auszudrücken, die Präzision, Schnelligkeit und flüssige Formulierung der Sprache kommen dem einzigartigen Sprachwitz der amerikanischen Screwball-Comedys nahe.

## Definition
Der Wiener Film spielt immer in der Vergangenheit und erreicht ein hohes Maß an Emotionalität durch das Hinundherpendeln zwischen Hoffnung und Leiden, Genuss und Verlust. Die meisten Filme spielen im Wien zur Wende vom 19. zum 20. Jahrhundert, als die Hauptstadt der Vielvölkermonarchie Österreich-Ungarn ihre größte Bedeutung in Gesellschaft und Kultur erlangte. Die handelnden Personen gehören meist verschiedenen gesellschaftlichen Ständen an, was den Beziehungen der Personen zueinander zusätzliche Brisanz bringt. Ehrbegriffe und Moral jener Zeit sind für die Handlung von Bedeutung. Der Wiener Film ist fast immer fröhlich, lebensbejahend und ausgelassen. Musik und Gesang spielen eine große Rolle, sei es durch Orchester- und Musikerszenen oder durch Gesangseinlagen von handelnden Personen selbst. Humor entsteht oft durch Missverständnisse, Verwechslungen, Missgeschicke und die daraus resultierenden Bestrebungen, alles wieder in Ordnung zu bringen, was häufig weitere Tollpatschigkeiten auslöst. 
Dramaturgisch weist der Wiener Film meist mehrere haupthandelnde und einige weitere nebenhandelnde Personen auf, die den ganzen Film hindurch immer wieder in Erscheinung treten und in die Handlung miteinbezogen sind. Die Personen kennen sich nicht immer alle gegenseitig, sind aber durch mehrere parallel laufende Handlungsstränge miteinander verknüpft. Die Handlung dreht sich meist um kleine und großen Liebesaffären und weist oft Elemente der Verwechslungskomödie auf. Zeitgeschichtlich sind die Filme in den meisten Fällen politisch-sozial belanglos.

## Geschichtliche Entwicklung
Die ersten dem Wiener Film zuzuordnenden Filme entstanden bereits in den 1920er Jahren, als der Film noch stumm war. Seinen Höhepunkt erlebte das Genre allerdings mit Beginn der Tonfilmära, wodurch die spezifische, eigene wienerische Sprachmelodie, der Sprachwitz und der Wiener Schmäh zur Geltung kommen konnten, was den Wiener Film auch in Deutschland populär machte. Willi Forsts Inszenierung Leise flehen meine Lieder, eine Biografie über Franz Schubert, war so erfolgreich, dass auch eine englischsprachige Version hergestellt wurde. Willi Forst gilt als bedeutendster Regisseur des Wiener Films, da er es am besten verstand, Talent, Professionalität und Persönlichkeit miteinander zu verknüpfen. Von ihm stammte 1935 auch der beste Film des Wiener Films, worin sich die Filmgeschichtsschreibung einig ist: Maskerade.
Der Erfolg des Wiener Films inspirierte auch Berlin zur Nachahmung dieses Genres. Der Handlungsort wurde von Wien auf Berlin umgeändert, statt Habsburger Monarchie gab es preußischen Hof. Die Filme waren in Deutschland zwar durchaus auch erfolgreich, verloren aber mit dem Abgehen vom Wiener Milieu samt seinen Einwohnern und seiner Sprache auch die einzigartige Atmosphäre, die den Wiener Film ausmacht. Bestes Beispiel hierfür ist die UFA-Operette Der Kongreß tanzt (1931) von Erik Charell. Dass Wiener Filme auch außerhalb Wiens hergestellt werden können, bewies Max Ophüls. Mit Liebelei wählte er einen klassischen Wiener Stoff, den er 1933 mit Willy Eichberger und Magda Schneider als Hauptdarsteller in Berlin inszenierte. Behutsam fing er die Atmosphäre des Wiens der Jahrhundertwende ein, rechnete zugleich aber scharf mit den falschen Ehrbegriffen dieser Zeit ab.
Während des Nationalsozialismus wurde die Popularität des Wiener Films ausgenutzt, der in vielen Bereichen den nationalsozialistischen Vorstellungen des unterhaltsamen, von der Realität in eine Traumwelt ablenkenden, Films entsprach. Der Wiener Film erlebte eine Verlängerung seiner Blütephase, eine Art „Spätbarock“. Zwischen 1938 und 1945 erhielten einige Filme einen antisemitischen, anti-monarchistischen und anti-demokratischen Unterton. Die meisten Wiener Filme blieben jedoch wie von jeher unpolitisch. In manchen Produktionen, etwa in Willi Forsts Meisterwerk Wiener Blut, wurden gelegentlich auch Seitenhiebe auf den Nationalsozialismus gemacht.
Nach Ende des Nationalsozialismus, nach dem Zweiten Weltkrieg, versuchte man vielfach den Wiener Film fortzusetzen, mit all seinen charakteristischen Merkmalen. Es gelangen jedoch bestenfalls nur noch Durchschnittsproduktionen – das Meiste war lediglich eine schlechte Kopie von einstigen Erfolgen. Die Gefahr der Endlichkeit des Genres erkannte Dr Volkmar Iro bereits 1936: „Mit dem echten österreichischen Milieu allein sind aber die Möglichkeiten des österreichischen Films noch lange nicht erschöpft, und es wäre eine gewisse Gefahr für die Fortentwicklung der österreichischen Filmproduktion, wenn man die künstlerischen Aufgaben des österreichischen Films vor allem darin erblickte, nur österreichische Filmstoffe oder österreichisches Milieu zu bearbeiten. Denn man kann, wie schon früher erwähnt wurde, nicht ungestraft Raubbau an einem immerhin beschränkten Milieu treiben.“

## Themen
Neben Affären aus dem gesellschaftlichen Leben der Monarchie erzählt der Wiener Film auch weiter zurückliegende Geschichten. Dies geschieht meist dann, wenn die Biografie einer historischen Persönlichkeit, meist bedeutende Musiker und Komponisten, verfilmt wird. Das scheinbar rein auf leichte Unterhaltung fixierte Genre bietet jedoch auch Platz für intensivere Auseinandersetzung mit der Gesellschaft im Hinblick auf Geschichte und Politik. Solch ernstere Themen wurden zwar nur selten aufgegriffen, doch sind diese Werke umso interessanter und herausragender.
Ein Beispiel hierfür ist „… nur ein Komödiant“ (1935) des deutschen Regisseurs Erich Engel. Trotz der antiautoritären Handlung entging der gegen Faschismus gerichtete Film sowohl der österreichischen als auch der deutschen Zensur, was vermutlich darauf zurückzuführen ist, dass der Film in der Zeit des Rokoko spielte. 
Ebenfalls im österreichischen Exil schuf Werner Hochbaum 1935 mit „Vorstadtvarieté“ einen außergewöhnlichen, da zeitbezogenen und politischen, Beitrag zum Wiener Film. Von preußischen und österreichischen Charakteren handelnd, deren Lebensauffassung kurz vor dem Ersten Weltkrieg bei einem Liebesdrama aufeinanderprallt, zählt dieses Werk als einer der stärksten österreichischen Filme überhaupt.
Walter Reisch gelang 1935 mit „Episode“ ein weiteres herausragendes Beispiel des Wiener Films, mit dem nur wenige andere Produktionen mithalten konnten. Der Film zeichnet sich dadurch aus, dass die Atmosphäre Wiens zur Zeit der Wirtschaftskrise dank Paula Wessely als bettelarmer Kunstgewerbeschülerin in ein stimmiges Psychogramm Wiener Doppelbödigkeit umgesetzt werden konnte. Der Film schaffte es als einzige österreichische Produktion, an der Juden beteiligt waren, nach der Machtergreifung der Nationalsozialisten in Deutschland eine Ausnahmegenehmigung der Reichsfilmkammer zur Aufführung im Dritten Reich zu erhalten.
Zu den herausragendsten Wiener Filmen zählen auch das im Stil des poetischen Realismus inszenierte Meisterwerk von Paul Fejos, „Sonnenstrahl“ (1933) sowie mehrere Filme Willi Forsts, allen voran seine weltweit erfolgreiche „Maskerade“ (1934).

## Bedeutende Persönlichkeiten
Einige der Stars des Wiener Films waren Paula Wessely, Attila Hörbiger, Rudolf Carl, Fritz Imhoff, Leo Slezak, Magda Schneider und Willi Forst, der sowohl als Schauspieler als auch als Regisseur von Bedeutung war. Die bekanntesten Vertreter des Komikerfilms waren die gegensätzlichen Hans Moser und Szőke Szakáll. Während Hans Moser seine Schauspielerkollegen häufig durch sein sprachlich und mimisch einzigartiges, natürliches Auftreten an die Wand spielte, glänzte Szőke Szakáll mit einem intellektuell bissigen bis sadistisch-aggressiven Humor. Mit Richard Romanowsky fand sich noch ein weiterer Komiker unter den Schauspielgrößen des frühen Tonfilms. Auch deutsche Filmstars fanden sich immer wieder in Wiener Filmen.
Zu den gefragtesten Komponisten für Wiener Filme zählten Willy Schmidt-Gentner und Robert Stolz.

## Bedeutende Wiener Filme
- Die Pratermizzi (1927)
- Liebelei (1933, Regie: Max Ophüls)
- Sonnenstrahl (1933, Regie: Paul Fejos)
- Leise flehen meine Lieder (1933, Regie Willi Forst)
- Maskerade (1934, Regie: Willi Forst)
- Hohe Schule (1934, Regie: Erich Engel)
- Episode (1935, Regie: Walter Reisch)
- Vorstadtvarieté (1935, Regie: Werner Hochbaum)
- … nur ein Komödiant (1935, Regie: Erich Engel)
- Burgtheater (1936, Regie: Willi Forst)
- Bel Ami (1939, Regie: Willi Forst)
- Hotel Sacher (1939, Regie: Erich Engel)
- Der liebe Augustin (1940, Regie: E. W. Emo)
- Operette (1940, Regie: Willi Forst)
- Wir bitten zum Tanz (1941, Regie: Hubert Marischka)
- Wiener Blut (1942, Regie: Willi Forst)
- Wiener Mädeln (1944/49, Regie: Willi Forst)
- Hallo Dienstmann (1952, Regie: Franz Antel)
- Die Deutschmeister (1955, Regie: Ernst Marischka)
- Opernball (1956, Regie: Ernst Marischka)
- Im Prater blüh’n wieder die Bäume (1958, Regie: Hans Wolff)